# Hygronemobius basalis
Hygronemobius basalis är en insektsart som först beskrevs av Walker, F. 1869.  Hygronemobius basalis ingår i släktet Hygronemobius och familjen syrsor. Inga underarter finns listade i Catalogue of Life.